# Antigang, la relève
Pour les articles homonymes, voir Antigang.
Série
Antigang
(2015)
Pour plus de détails, voir Fiche technique et Distribution.
Antigang, la relève est un film français réalisé par Benjamin Rocher, sorti en 2023 sur Disney+.
Il s'agit de la suite du film Antigang, sorti en 2015, qui est lui-même un remake du film britannique The Sweeney (2012).

## Synopsis
Ancien membre de la « brigade antigang », Niels Cartier (Alban Lenoir) a quitté les forces de l'ordre après une intervention dramatique dans laquelle sa femme est décédée. Quand huit ans plus tard, le gang responsable de sa mort est de retour, il est déterminé à se venger, épaulé par sa fille (Cassiopée Mayance), âgée de 14 ans.

## Fiche technique
Sauf indication contraire, les informations mentionnées dans cette section peuvent être confirmées par les bases de données cinématographiques IMDb et Allociné,  présentes dans la section « Liens externes ».
- Titre original : Antigang, la relève
- Réalisation : Benjamin Rocher
- Scénario : Benjamin Rocher et Bertrand Soulier, d'après une idée d'Alban Lenoir, Benjamin Rocher et Tristan Schulmann
- Musique : Laurent Perez Del Mar
- Photographie : Maxime Cointe
- Décors : Denis Gautelier
- Costumes : Matthieu Camblor et Marion Moulès
- Montage : Dimitri Amar et Dorian Tabone
- Son : Aymeric Devoldère, Romain de Gueltzl et Pascal Villard
- Production : Éric Laroche et Raphaël Rocher
- Coproduction : Thierry Desmichelle, Ségolène Dupont et Rémi Jimenez
- Sociétés de production : Empreinte Digitale, Empreinte Cinéma et SND
- Société de distribution : Disney+
- Budget : n/a
- Pays de production :  France
- Langue originale : français, anglais, allemand
- Format : couleur
- Genres : action, policier, comédie
- Durée : 93 minutes
- Date de sortie : 25 août 2023 (sur Disney+)

## Distribution
- Alban Lenoir : Niels Cartier
- Cassiopée Mayance : Charlotte-Serge Cartier
- Sofia Essaïdi : commissaire Aurore Chalet
- Jean Reno : Serge Buren
- Stéfi Celma : Ricci
- Sébastien Lalanne : Génoves
- Jean-Toussaint Bernard : Nicolas Boulez
- Oumar Diaw : Manu
- Adrien Ménielle : Seyo Vranic
- Peter Van Den Begin : Dutso Kovo
- Barbara Elisabeth Bühl : Eden Kovo
- Béatrice Facquer : commissaire Mutter
- Juliette Gasquet : une camarade d'école de Charlotte-Serge
- Chems Romdhani : Lenny
- Yasmina Talibi : Nadia Cartier
- Simon Astier : l'informateur de la DGSI

## Production
La production est financée par Disney+ et confiée à Empreinte Digitale (Raphaël Rocher), Empreinte Cinéma et SND (Thierry Desmichelle, Rémi Jimenez et Ségolène Dupont). Le choix de Disney+ de confier la production à des Français serait motivé, selon Raphaël Rocher, par le fait qu'« en matière d'image, de bagarre, d'explosion, le savoir-faire technique français est excellent ».

### Tournage
Le tournage débute en novembre 2022 et prend fin en janvier 2023. Il a principalement lieu en Île-de-France,.